# Jacob Pieter Moltzer
Jacob Pieter Moltzer (Amsterdam, 4 maart 1850 – Doorn, 26 september 1907) was een Nederlands rechtsgeleerde.

## Achtergrond
Moltzer werd geboren binnen het gezin van wijnkoper Johan Eduard Moltzer (1806-1882) en Bartruida Beetz (1809-1893). Hijzelf huwde op 21 november 1878 met Peggy Nicoline Kappeyne van de Coppello (1851-1924), zus van Jacobus Kappeyne van de Coppello, leden van de familie Van de Coppello. Uit dat huwelijk kwamen zoon Max en dochter Emmy voort.

## Leven, werk
Na het gymnasium begon hij in 1868 aan een studie letteren aan de Universiteit van Leiden, maar bleef daarin steken. Tegelijkertijd begon hij aan een studie Romeins en hedendaags recht, die hij in 1876 afrondde. Terwijl hij aan die afronding bezig was, was hij al leraar economie en handelsrecht aan de HBS in Leiden (1875). Van 1876 tot 1881 was hij advocaat te Amsterdam. Daaropvolgend werd hij hoogleraar aan de Universiteit van Amsterdam (Burgerlijk recht en burgerlijke rechtsverordening). Met die werkzaamheden stopte hij toen hij van 16 april 1895 aan het werk kon bij de Raad van State, een baan die hij tot aan zijn dood uitoefende. In 1896 volgde nog een afscheidsavond met toespraken van rector-magnificus Max Adolf Josef Conrat en anderen met als afscheidscadeu een portrEt gemaakt door Jan Veth. Prof. mr. dr. J.P. Moltzer overleed in 1907 op 57-jarige leeftijd.

## Kinderen

### Max Moltzer
Mr. dr. M. Moltzer werd geboren in 1882 en stierf in 1962 in Lausanne Hij studeerde in de rechtswetenschap af in Leiden in 1907. Op zijn 25e was hij  griffier bij de Raad van beroep voor de ongevallenverzekering. Hij is naamgever van de Max Moltzer Stichting tot behoud van mechanische muziekinstrumenten. Hij schreef Hoogtelijnen, een bundel bergherinneringen aan zijn wandelingen door Zwitserland.

### Nella Moltzer
Emmy, vanaf 1905: Nella Moltzer, geboren in 1890, trouwde in 1910 met prof. dr. Charles Beckenhaupt (1885-1940), een leraar aan een lyceum in Metz, later hoogleraar Duitse taal- en letterkunde aan de Universiteit van Brussel. Zij haalde haar diploma vijfjarige HBS in 1907. Het echtpaar verdronk op 28 mei 1940 toen het schip L'Aboukir waarop zij voeren werd getorpedeerd voor de Franse kust. Het was onderweg van Oostende naar Engeland.